# Королівські клейноди Богемії

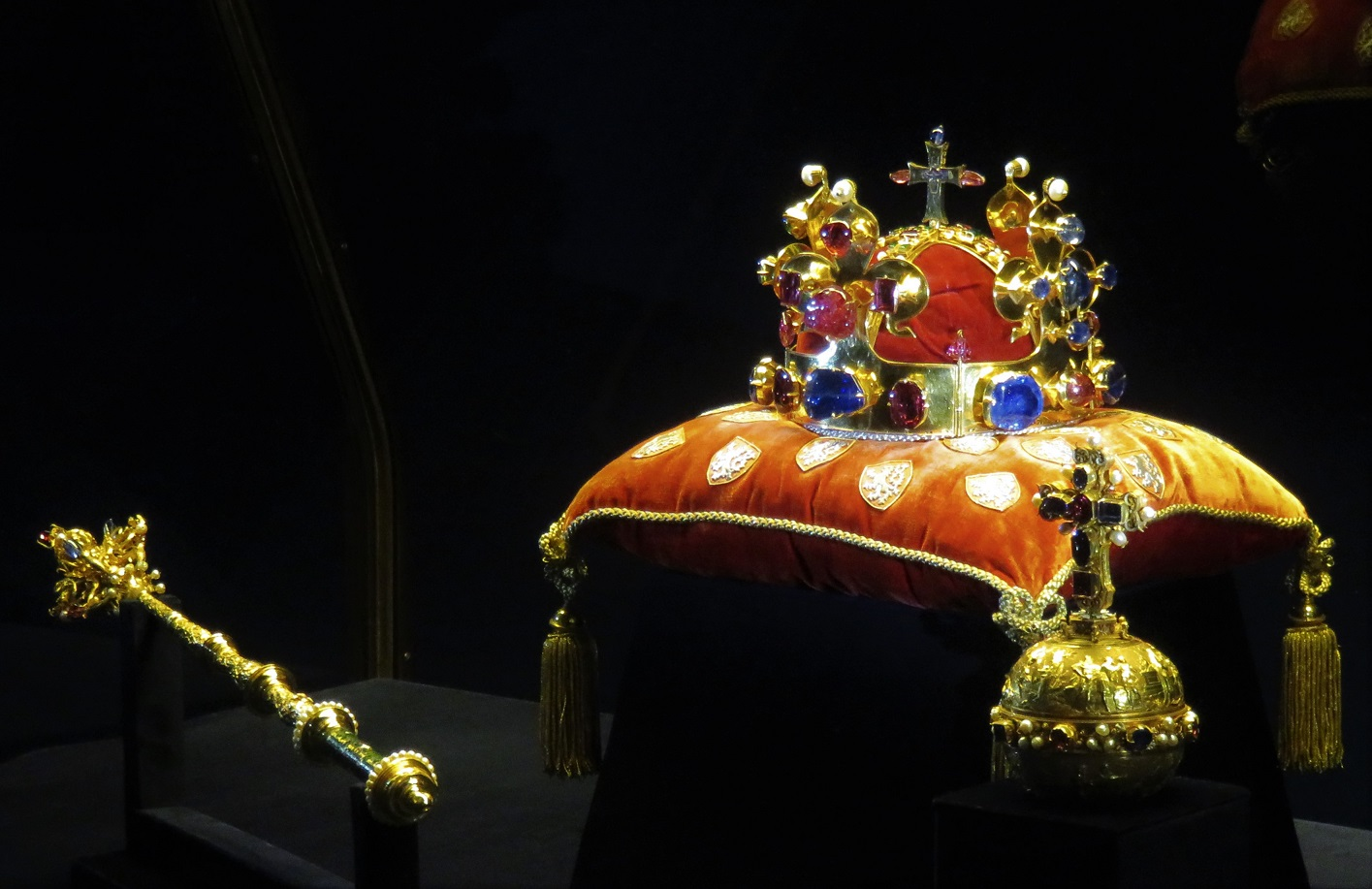
Коронаційні клейноди, 2016 р.

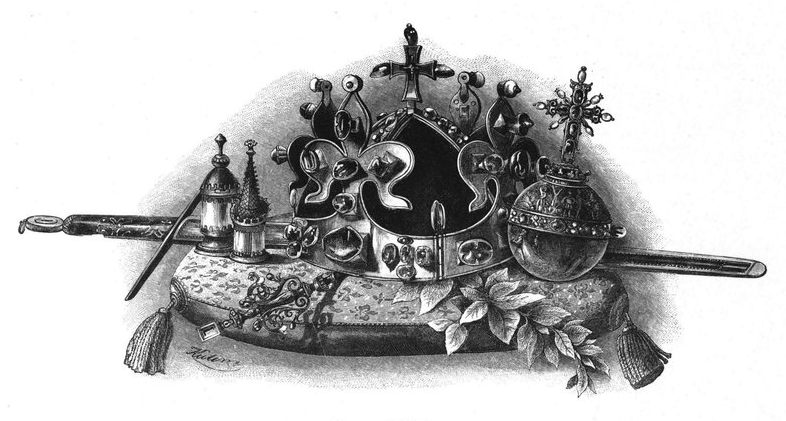
Малюнок королівських клейнодів, 19 ст.

Королівські клейноди Богемії (чес.: korunovační klenoty) - набір церемоніальних коштовних предметів із колекції скарбів Кафедрального Собору Святого Віта в Празі, що слугували знаками (інсігніями) королівського правління та влади королів Богемії. Їх передавали новому королю під урочистостей коронації.
До коронних клейнодів Богемії, які також називаються коронними коштовностями, належать Корона Святого Вацлава, королівська куля та жезл, коронаційні вбрання Богемських королів, золотий королівський хрест та меч Святого Вацлава. Корона Св. Вацлава була зроблена між 1345 та 1346 роком для коронації Карла IV, що робить її четвертою найстарішою короною у Європі.
Коронаційні клейноди є пам'яткою національної культури Чеської республіки. Їх було проголошено на другому місці за значенням, після Празького замку, в 1962 році. Зберігаються в коронній палаті церкви св. Віта в Празі, звідки їх вивозять лише з особливих випадках.

## Історія
Першими знаками (клейнодами) королівської влади в Богемії у князів з династії Пржемисловичів були: хоругва, щит, меч і шоломом або коштовний клобук (шапка). У 1059 або 1060 рр. чеський князь Спитігнєв II отримав від Папи Римського Миколи II, за щорічну плату в розмірі 100 гривень срібла (приблизно 20 кг), право на носіння спеціальної митри.  
Таке ж право отримав і його брат Вратислав II.
Титул короля Вратислав II отримав у 1085 р. за військову допомогу імператору Священної Римської імперії. З цієї нагоди він був коронований на спеціальній церемонії в Майнці імператором Генріхом IV. 
Повторна урочиста церемонія коронації Вроцлава II та його дружини Святослави відбулися 15 червня 1086 року в базиліці св. Віта в Празькому замку. 
Другим королем Богемії був Володислав II, якого 1158 р. в Регенсбурзі коронував імператор Священної Римської імперії Фрідріх І Барбаросса. За військову допомогу, імператор увінчав його вдруге того ж року в завойованому Мілані. 
Володиславу було дозволено носити корону лише п’ять разів на рік, з нагоди свят Божих: Різдва, Великодня і Трійці та свят святих Вацлава та Войцеха. 
Спадковим королівський титул у королів Богемії став 1198 р. за короля Пржемисла Отокара І. Спадковість королівського титулу остаточно була підтверджена у 1212 р. Золотою сицилійською булою імператора Фрідріха II. 
Друга коронація короля Богемії в Празі відбулася до 1228 року, коли Пржемисл Отокар I коронував свого сина Вацлава I на «молодшого короля», тим самим забезпечивши його наступність. 
Церемонія коронації короля мала не лише велике символічне, але й юридичне значення в Середні віки. Коронація готувалась заздалегідь, мала проходити в особливому місці, зі спеціальними клейнодами та проводитись уповноваженою особою. 
Пржемисл Отокар II та Вацлав II використовували титул короля лише після коронації. До цього вони титулувались Володар та спадкоємець Чеського королівства (dědic a pán Království českého).
Королівські корони Пржемислів не збереглися, а їх форму можна вивести із зображень на печатках, монетах, фресках, хроніках і т.п. Згідно з цими зображеннями, корона першого короля Вратислава II використовувалася неодноразово й модифікувалась кілька разів його наступниками. Корона Пржемислів востаннє згадується під час коронації другої дружини короля Яна Люксембурга Беатрікс де Бурбон у 1337 р. 
Поступово назва корони "corona regni Bohemiae" стає також символом й означенням усього Королівства Богемії. 
Королівська корона Пржемислів служила королю Карлу IV, як основа та прототип для створення нової корони. Не виключено, що вона ще існувала, коли він створював нові королівські клейноди Богемії.
Під час Тридцятилітньої війни (1631) королівські клейноди спочатку вивезли до Чеської Будейовици, а потім таємно переправили до Імператорської Скарбниця у Відень (1637). Поки Коштовності зберігалися у Відні, історичні золоту кулю та жезл 14 століття замінили на нинішні. Нову кулю та жезл виготовили на замовлення Фердинанда I у 1533 році. 
Клейноди були привезені до Праги з нагоди коронації Леопольда II, як короля Богемії у 1791 р. В той час була встановлена нинішня традиція семи ключів, хоча власники ключів з часом змінювалися відповідно до політичних подій та адміністративні структури  Богемії. Коштовності продовжували зберігатися у Відні через загрозу з боку прусської армії, й були остаточно повернені до Праги, прибувши до міста 28 серпня 1867 року.
Відповідно до історичної традиції та правил, встановлених Карлом IV у XIV столітті, короліські клейноди Богемії виставляються лише в особливих випадках. Експозиція може відбуватися лише в Празькому замку. У 20 столітті було лише дев'ять таких моментів. Президент Чеської Республіки має виключне право приймати рішення про показ коронних клейнодів.

## Опис
У набір королівських клейнодів входять: корона Св. Вацлава, королівський жезл (скіпетр), королівська куля (глобус), шкіряні футляри для корони, жезла і кулі, подушка під корону, коронаційний плащ з аксесуарами, стіл, пояс і так званий маніпул. До королівських клейнодів також відносять більш древні: золотий коронаційний хрест та церемоніальний коронаційний меч св. Вацлава. 
Корона Св. Вацлава була створена Карлом IV у 1346 р., після створення архієпископства в Празі (1344 р.). Папа Римський Климент VI надав архієпископам Праги право урочистого помазання та коронування королів Богемії. На прохання Карла, 6 травня 1346 р. Папа видав булу для захисту корони, якою забороняв крадіжку, продаж або заставу корони. За рішення Карла IV корона стала власністю Святого Вацлава, на голові якого (бюст у каплиці св. Вацлава) слід було її постійно зберігати. 
Королівська куля (яблуко) була створена 1527 року для короля Фердинанда I Габсбурзького. Виготовлена чистого золота. Глобус трохи сплющений, діаметром 11,9 см і висотою 9,8 см. Разом з хрестом на вершині він висотою 22 см. Він важить 780 гр. Загалом має 8 сапфірів, 6 шпинелів та 31 перлину. У верхній частині під хрестом - латинський напис DOMINE IN VIRTUTE TUA LETABITUR REX ET SUPER SALUTARE TUAM EXULTABIT (Господь, Твоїй силі радіє король, а допомогу твою славить). На задній частині хреста, вгорі - напис DEUS CELUS REGNAT ET REGES TERRE (Бог править небом і королями землі). 
Королівський жезл (скіпетр) був створений аугсбурзьким ювеліром Гансом Галлером у 1533 р. для короля Фердинанда I Габсбурґа. Він виготовлений із чистого золота, завдовжки 67 см і важить 1013 г. Прикрашений 4 сапфірами, 5 шпинелями та 62 перлами. Надвеликий шпінель встановлений нагорі жезла. Складається з чотирьох частин. Ручка покрита емалевим листям, квітками, гілочками і закінчена з обох боків вінком з перлів. Середина скіпетра також прикрашена рослинним декором. Верх жезла стилізований у формі квітки між спіралями і оздоблений перлами, сапфірами та рубінами на тернях.
Обидві півкулі глобусу прикрашені рельєфними сценами зі Старого Завіту з життєпису короля Давида: 1. Помазання Давида царем; 2. поєдинок Давида з Голіафом. У нижній півкулі три сцени з книги Буття: 1. Адам на колінах перед Богом Творцем, 2. приведення Адама до раю, 3. Бог Творець попереджає Адама та Єву перед деревом пізнання.
Коронаційна мантія (плащ) була зроблена для коронації Фердинанда II на короля Богемії в 1617 році; і згодом використовувався для богемський коронацій до 1836 року, коли відбулася остання коронація австрійського імператора Фердинанда I.  
Марія-Терезія була першою жінкою, яку одягли в 1743 році під час королівської коронації у цю мантію. Дружини королів були короновані королевами Богемії в розкішних сукнях за модою свого часу, але без одягання королівської мантії.  
Мантію було виготовлено з дорогоцінного червоного шовкового матеріалу, який був вишитий золотими нитками і оздоблений хутром горностая. Мантія напівкругла, витягнута ззаду і не має рукавів. Шириною 312 см і довжиною 236 см. Зараз зберігається окремо від ювелірних виробів у спеціальному сховищі зі спеціальним мікрокліматом.
Шкіряні чохли для клейнодів також є окремими церемоніальними речами. Найдавніший - це шкіряний чохол для корони, часів Карла IV, виготовлений у 1347 р. Корпус має майже кулясту форму, верхня та нижня частини - коштовно прикрашені. На корпусі є 4 символи. У верхній частині два: імператорський орел та богемський лев, у нижній частині - родинний герб Арноста Пардубіцького, першого архієпископа Праги, та герб Празького архієпископства. По всьому периметру - чотирирядковий червоний напис ANNO DOMINI MCCCXLVII DOMINUS KAROLUS ROMANORUM REX ET BOHEMIAE REX ME FECIT AD HONOREM DEI ET BEATI WENCESLAI MARTIRIS GLORIOSI (Року Божого 1347 пан Кароль, Римський король і король Богемії, зробив мене на честь Бога і славу мученика блаженного Вацлава).
Чохол для жезла, датується 17 століттям. Він має циліндричну форму, розширену на одному кінці для голови скіпетра. Він виготовлений з гладкої шкіри і складається з двох частин, з'єднаних невеликими петлями.
Оригінальний чохол для глобуса має форму кулі з великим хрестом. Оскільки під час Першої республіки держава не хотіла використовувати «католицьку» символіку, у 1929 році було виготовлений новий чохол. На ньому зображена емблема Чехословацької Республіки, вгорі - дати тисячоліття Святого Вацлава  929 та 1929 рр. По всьому периметру напис: Дванадцять восьме вересня.
Для обрядів коронації королів Богемії використовувались також інші предмети, наприклад, меч Святого Вацлава, Коронаційний хрест, тощо.

## Галерея

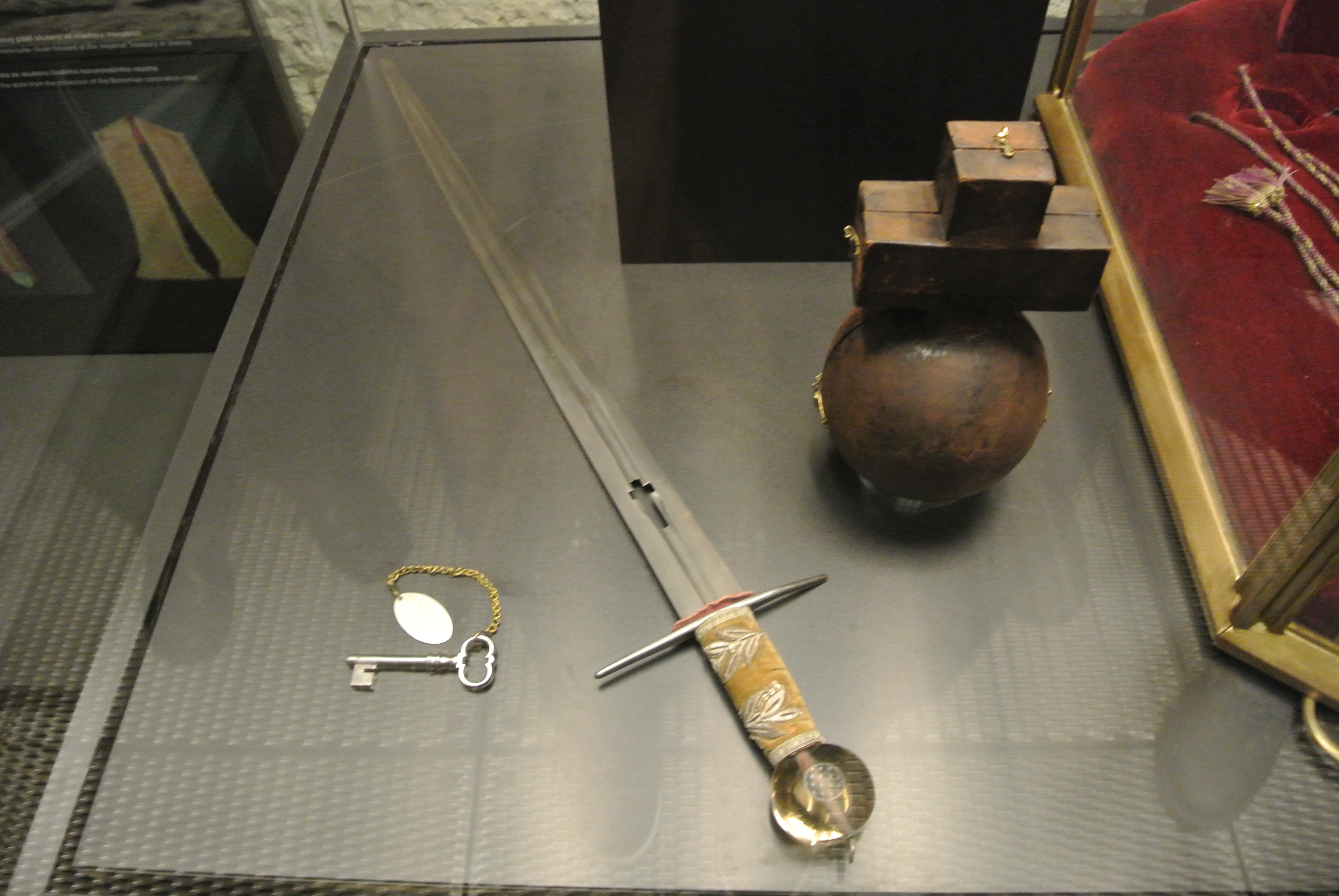
Меч Св. Вацлава
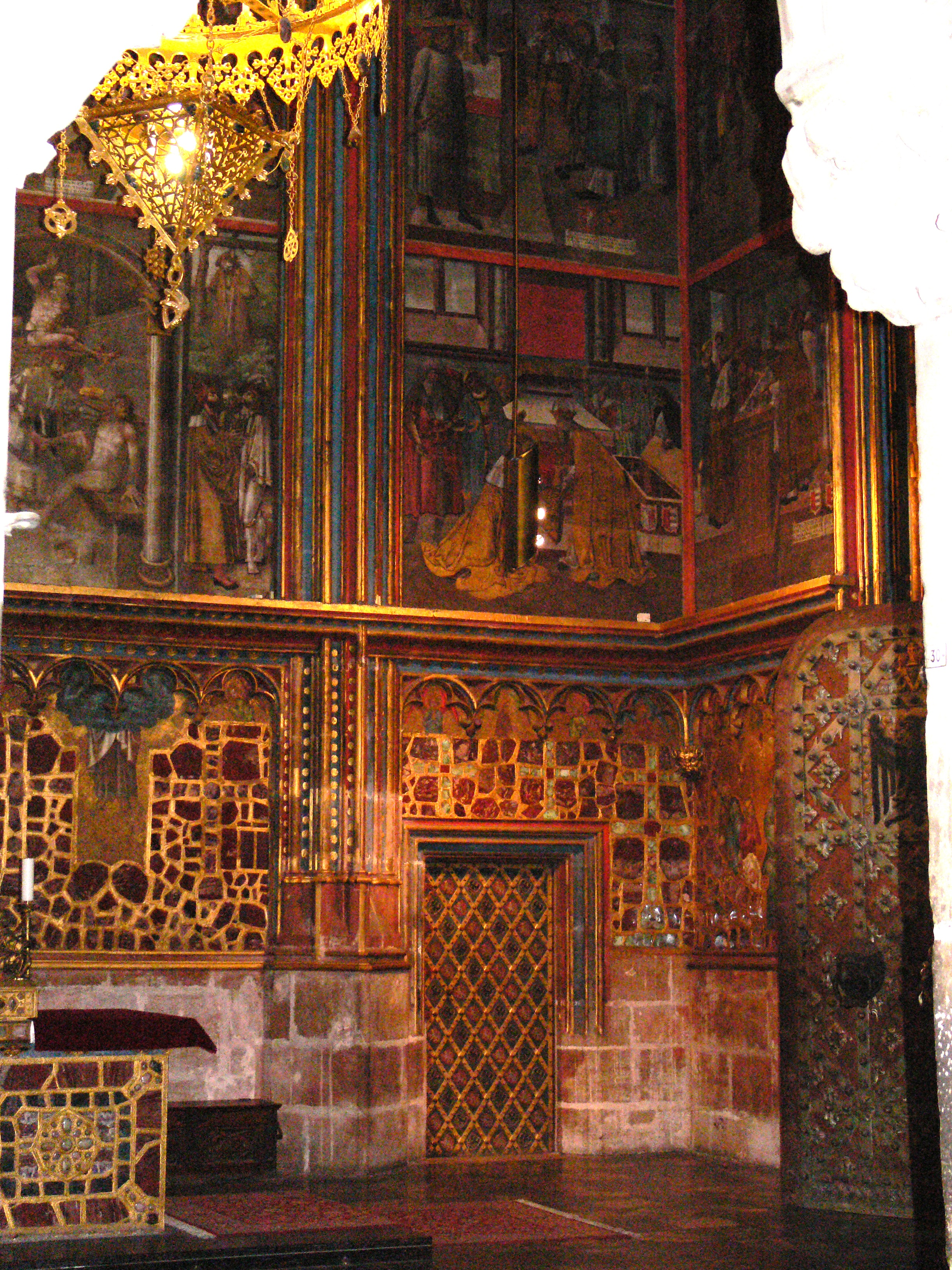
Двері в костьолі Св. Віта
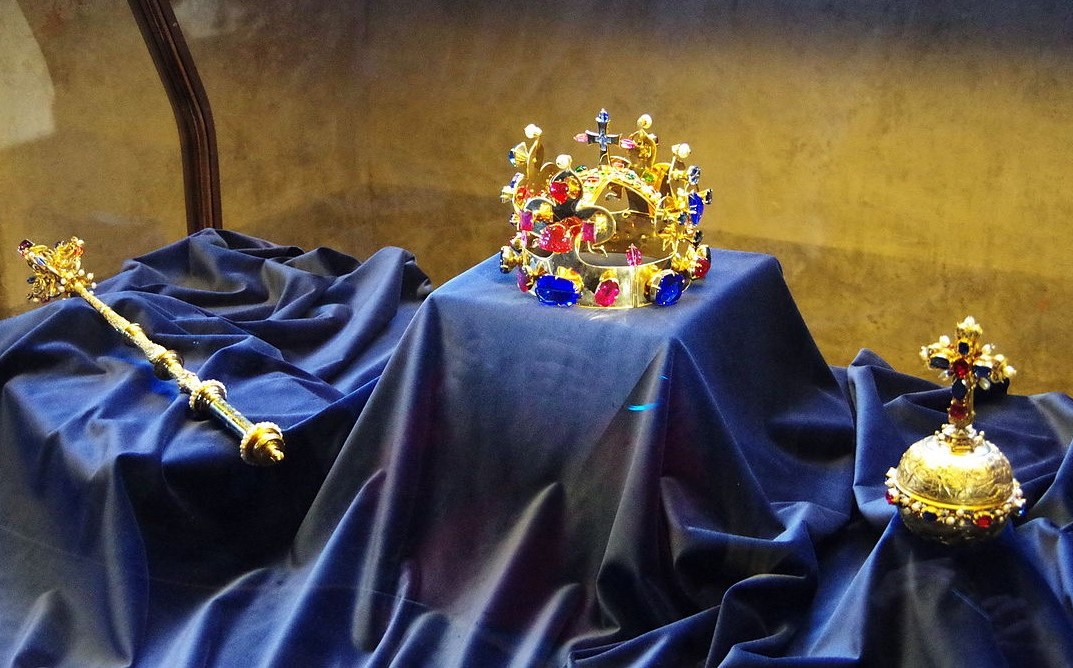
Копії королівських клейнодів
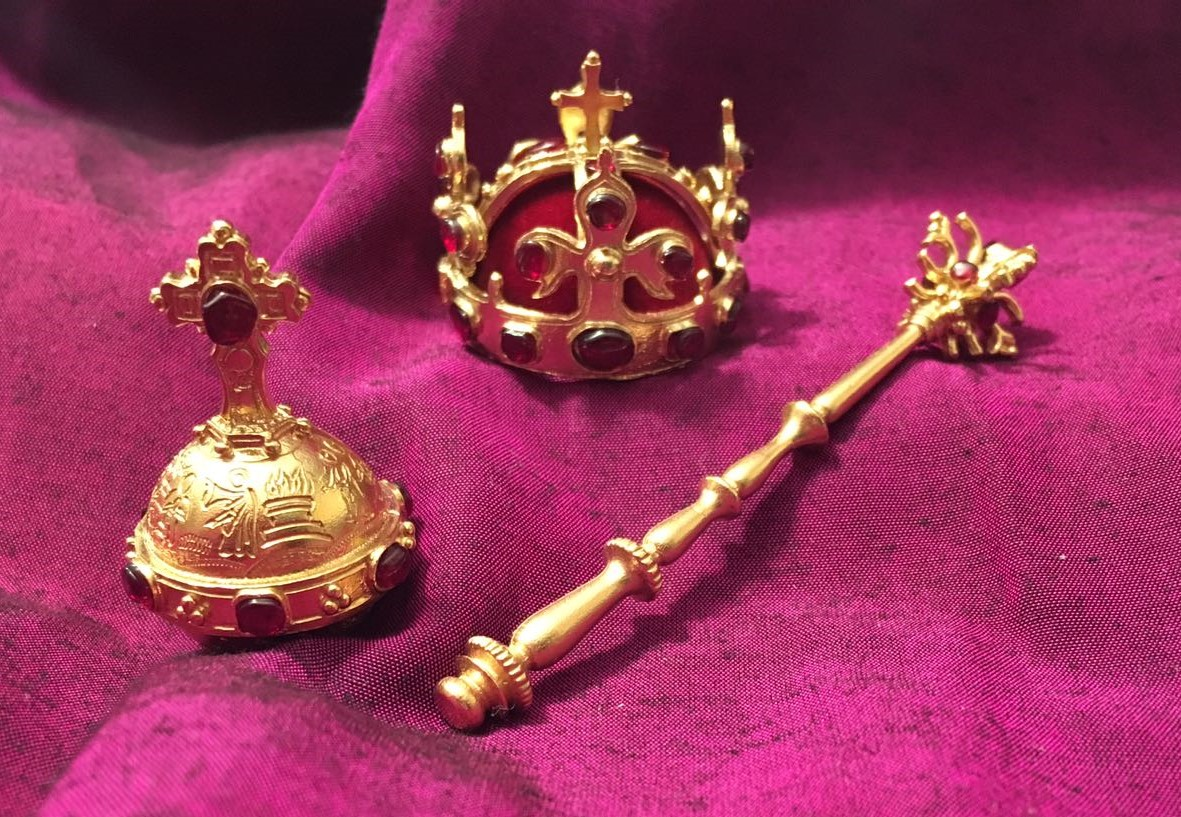
Копії королівських клейнодів
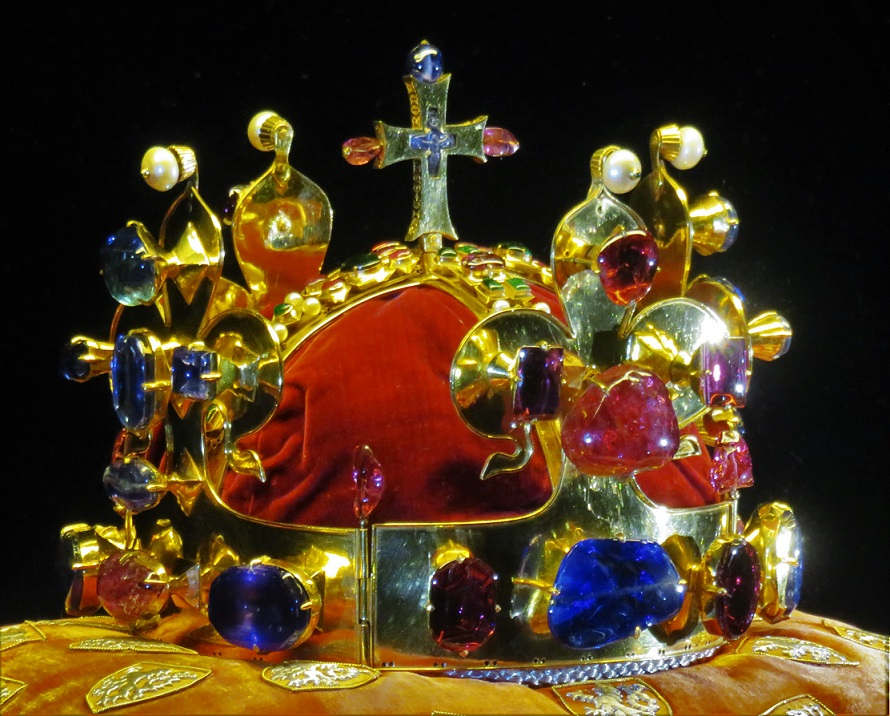
Корона Св. Вацлава
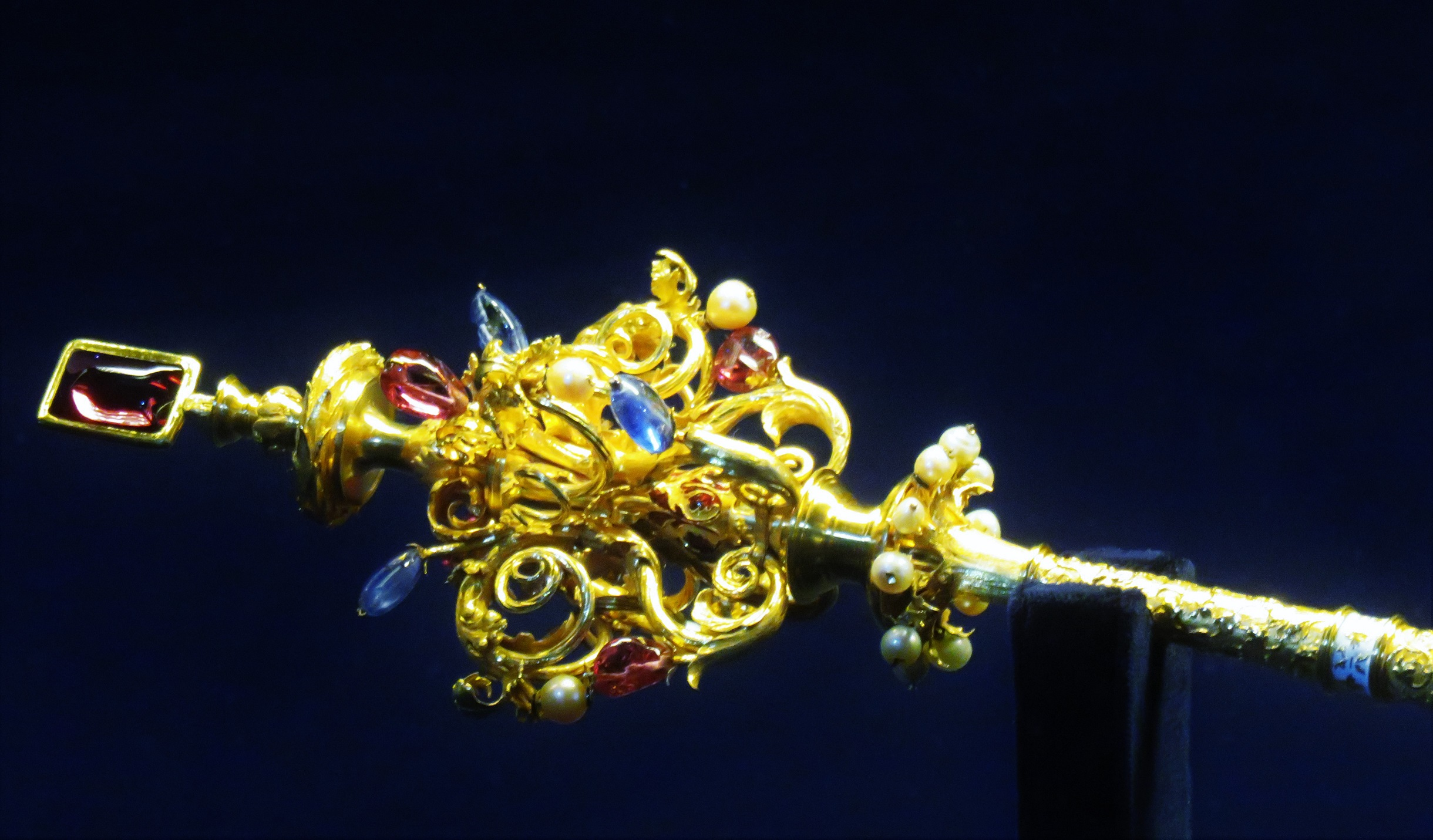
Королівський жезл Богемії
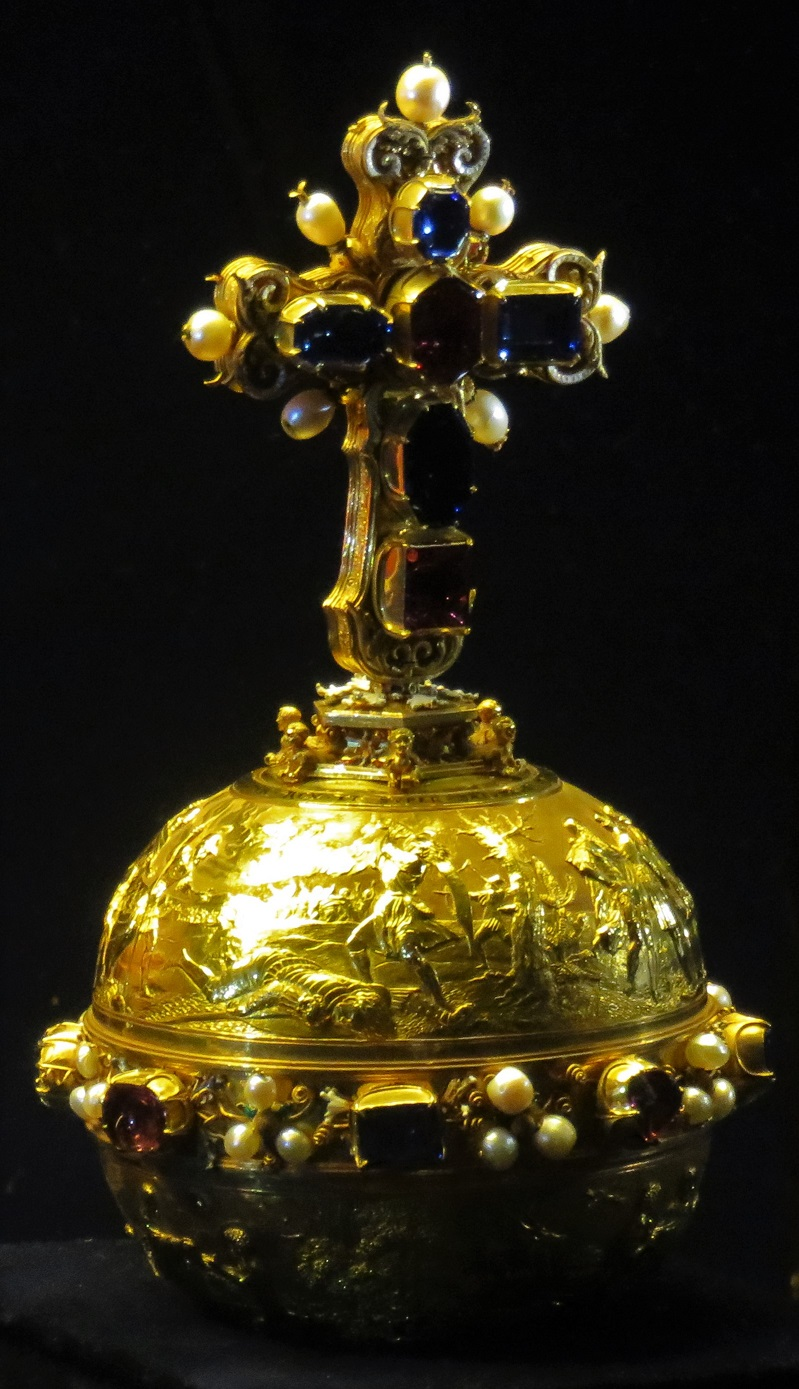
Королівська куля Богемії